# إيسيدرو ريكو
إيسيدرو ريكو (بالإسبانية: Isidro Rico)‏ هو منافس ألعاب قوى مكسيكي، ولد في 15 مايو 1961.

## وصلات خارجية
- إيسيدرو ريكو على موقع الاتحاد الدولي لألعاب القوى (الإنجليزية)
- إيسيدرو ريكو على موقع أوليمبيديا (الإنجليزية)